# (2304) Slavia
(2304) Slavia est un astéroïde de la ceinture principale.

## Description
(2304) Slavia est un astéroïde de la ceinture principale. Il fut découvert le 18 mai 1979 à l'observatoire Kleť par Antonín Mrkos. Il présente une orbite caractérisée par un demi-grand axe de 2,61 UA, une excentricité de 0,13 et une inclinaison de 13,6° par rapport à l'écliptique.

## Compléments